# Bright Angel
Pour plus de détails, voir Fiche technique et Distribution.
Bright Angel est un film américain, sorti en 1990.

## Fiche technique
- Titre : Bright Angel
- Réalisation : Michael Fields
- Scénario : Richard Ford
- Photographie : Elliot Davis
- Musique : Christopher Young
- Pays d'origine : États-Unis
- Genre : thriller
- Date de sortie : 1990

## Distribution
- Dermot Mulroney : George
- Lili Taylor : Lucy
- Sam Shepard : Jack
- Valerie Perrine : Aileen
- Burt Young : Art
- Bill Pullman : Bob
- Benjamin Bratt : Claude
- Mary Kay Place : Judy
- Delroy Lindo : Harley
- Kevin Tighe : The Man
- Sheila McCarthy : Nina